# Cleptes nigritus nigritus
Cleptes nigritus nigritus é uma subespécie de insetos himenópteros, mais especificamente de vespas pertencente à família Chrysididae.
A autoridade científica da subespécie é Mercet, tendo sido descrita no ano de 1904.
Trata-se de uma subespécie presente no território português.